# Beddomeia capensis
Beddomeia capensis és una espècie de gastròpode d'aigua dolça de la família Hydrobiidae endèmic de Tasmània.

## Hàbitat
Viu a l'aigua dolça.

## Distribució geogràfica
És un endemisme d'Austràlia: Tasmània.